# خمرلبة (الديس)
'

تعديل مصدري - تعديل

خمرلبة هي إحدى قرى عزلة الديس بمديرية الديس التابعة لمحافظة حضرموت، بلغ تعداد سكانها 473 نسمة حسب تعداد اليمن لعام 2004.